# Berliner-Joyce P-16
Le Berliner-Joyce P-16 était un avion de chasse biplace des années 1930 États-Unis produit par Berliner-Joyce Aircraft Corporation (en).

## Conception et développement
La Berliner-Joyce Aircraft Corporation a été fondée en février 1929. 
Le prototype XP-16 a effectué son premier vol en octobre 1929. C'était un biplan à une seule baie de portée inégale avec un observateur/tireur derrière le pilote. L'avion était propulsé par un moteur V12 Curtiss V-1570 Conqueror de 600 ch. L'USAAC a commandé le YP-16, le dernier chasseur biplan à entrer en service.

## Variants
XP-16
Prototype avec moteur Curtiss V-1570-25 de 600 ch, un construit.
Y1P-16
Version de production, devenue P-16, 25 construits.

## Opérateurs
États-Unis

## Spécifications
Spécification : Détails
- Équipage : 2
- Longueur : 8,59 m (28 ft 2 in)
- Envergure : 10,36 m (34 ft 0 in)
- Hauteur : 3,10 m (10 ft 2 in)
- Surface alaire : 27 m² (290,64 sqft)
- Poids à vide : 1 240 kg (2 734 lb)
- Poids maximal au décollage : 1 800 kg (3 968 lb)
- Moteur : Curtiss V-1570-25 Conqueror, moteur à pistons en ligne
- Puissance : 600 ch (447 kW)
- Vitesse maximale : 282 km/h (172 mph)
- Autonomie : 1 046 km (650 miles)
- Armement : Deux mitrailleuses fixes à tir avant, une mitrailleuse montée flexible de 0,3 in (7,62 mm), charge maximale de bombes : 102 kg (224 lb)